# Hugo Thimig

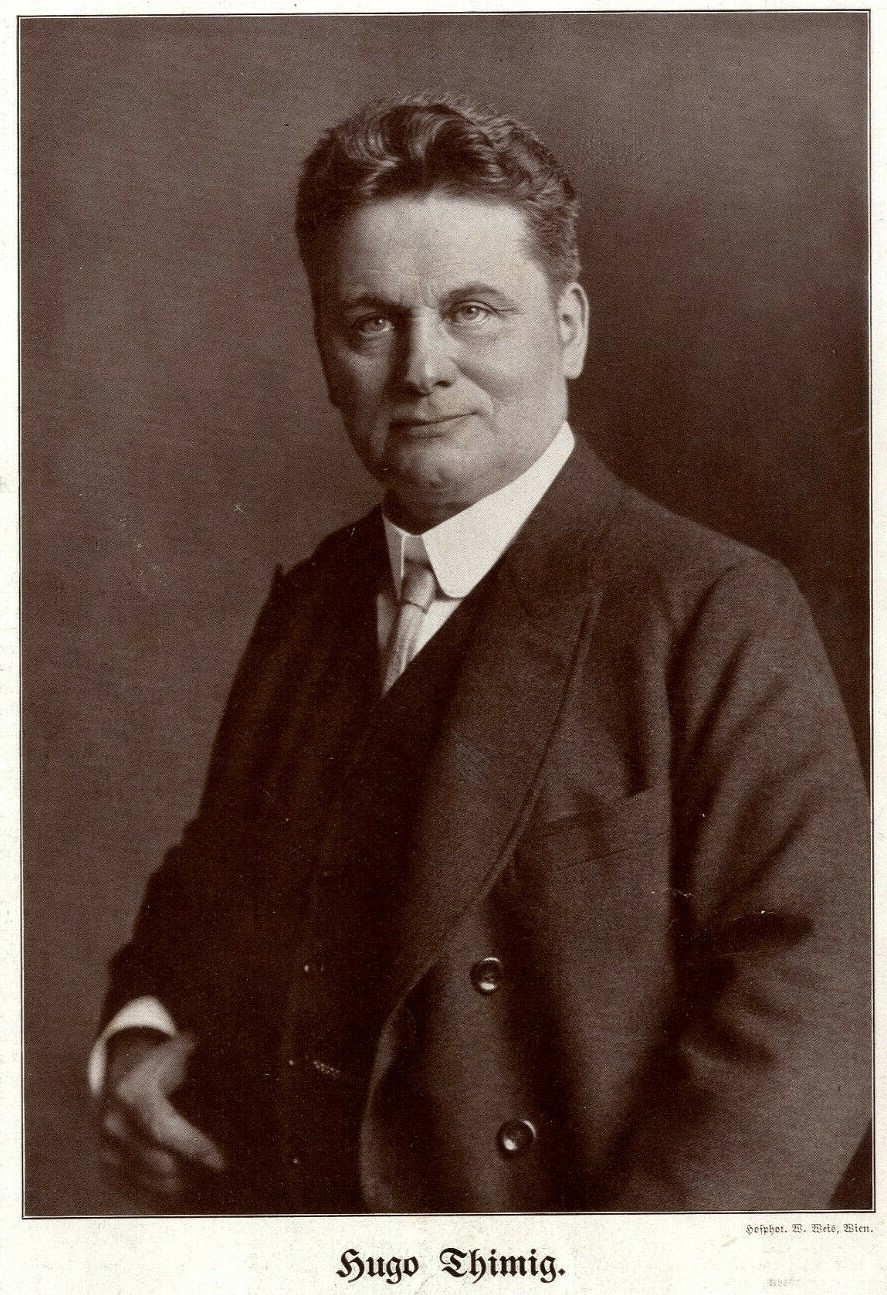
Hugo Thimig (1912). Foto von Wenzl Weis

Hugo Thimig

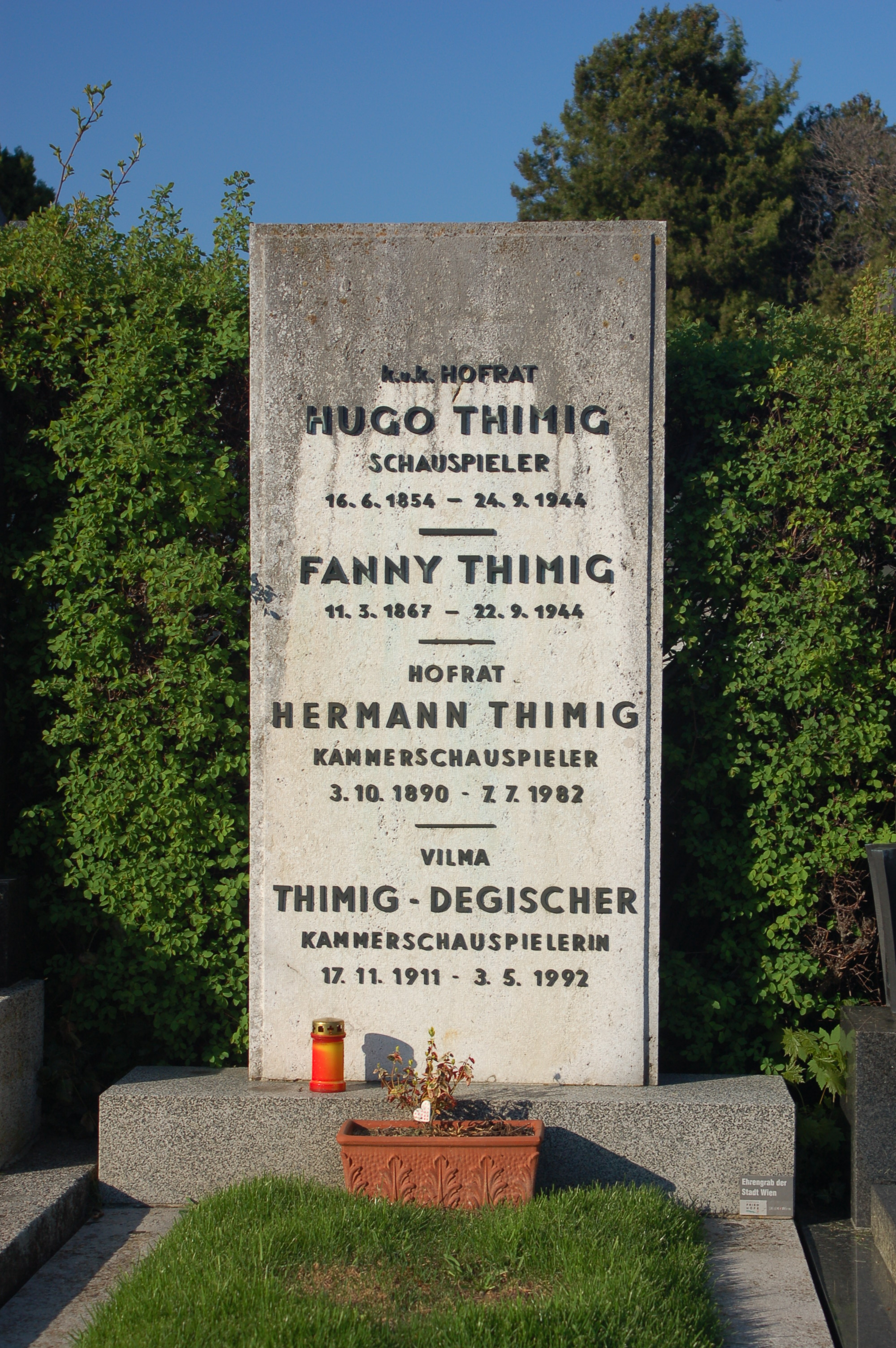
Grabstätte auf dem Sieveringer Friedhof

Hugo August Thimig (* 16. Juni 1854 in Dresden; † 24. September 1944 in Wien) war ein deutsch-österreichischer Schauspieler, Regisseur und Theaterleiter.

## Leben
Thimig ist der Stammvater einer der berühmtesten österreichischen Theaterfamilien, auch wenn der gebürtige Sachse erst 1874 nach Wien kam, um zwanzigjährig sein Engagement am Burgtheater anzutreten. Vorher hatte der Sohn eines Dresdner Handschuhmachers eine Lehre in einem Kolonialwarengeschäft abgeschlossen und während der Lehre auch die Handelsschule besucht.
Nach mehreren Auftritten an einer Laienbühne seiner Heimatstadt gab er im Oktober 1872 sein Profidebüt am Stadttheater Bautzen. Innerhalb von nur zwei Jahren kam er über die Theater von Zittau, Kamenz, Freiberg und das Breslauer Lobe-Theater zu seinem Engagement an die berühmte Wiener Bühne. Eine Woche vor seinem 20. Geburtstag gab er an der „Burg“ seinen Einstand als Didier in Charlotte Birch-Pfeiffers Die Grille.
Thimig begann als „schüchterner Liebhaber“, wechselte aber bald ins komische wie ernste Charakterfach. Er machte rasch Karriere. Schon 1881 wurde er zum Hofrat ernannt, 1897 bekam er seine erste Regie anvertraut, und von 1912 bis 1917 war er auch Direktor des Burgtheaters, an dem er schon längst einen lebenslangen Vertrag mit Pensionsberechtigung hatte.
Nach seiner Pensionierung wechselte er 1924 siebzigjährig an das von seinem späteren Schwiegersohn Max Reinhardt geleitete Wiener Theater in der Josefstadt, wo er bis 1933 blieb, bevor er sich dann, fast achtzigjährig, endgültig ins Privatleben zurückzog. Das Theater in der Josefstadt hieß in den zwanziger Jahren bei den Wienern nur das „Thimig-Theater“, da neben dem Vater auch seine drei schauspielernden Kinder engagiert waren, zunächst Helene Thimig, die damalige Lebensgefährtin und spätere Ehefrau Reinhardts und ihr ein Jahr jüngerer Bruder Hermann Thimig. Im Laufe dieses Jahres kam dann noch das jüngste der Geschwister, Hans Thimig, an die Josefstadt. Die gesamte Familie arbeitete von da an immer entweder im Burgtheater oder im Theater in der Josefstadt.
Thimig war ein leidenschaftlicher Sammler – seine Sammlung von Dokumenten und Gegenständen rund um das Theater bildet den Grundstock der Sammlungen des Österreichischen Theatermuseums im Wiener Palais Lobkowitz.
Er war verheiratet mit Franziska, genannt Fanny, geb. Hummel (1867–1944) und hatte mit ihr drei Söhne Hermann, Friedrich, Hans und eine Tochter, Helene, von denen bis auf Fritz, der Landwirt wurde, alle die Schauspiellaufbahn einschlugen. 
Da der neunzigjährige Thimig ohne seine Gattin nicht mehr leben wollte, beging Thimig zwei Tage nach dem Tod Fanny Thimigs Selbstmord, in dem er eine Überdosis des Schlafmittels Veronal zu sich nahm. Seine Grabstätte befindet sich auf dem Sieveringer Friedhof in Wien (Abteilung 2, Gruppe 13, Nummer 76), neben seiner Gattin.

## Filmografie (Auswahl)
- 1921: Kleider machen Leute
- 1925: Das Spielzeug von Paris
- 1926: Die Pratermizzi
- 1928: Liebe im Mai
- 1930: Geld auf der Straße
- 1931: Die große Liebe

## Auszeichnungen
- 1937: Ehrenbürger von Wildalpen[1]
- 1942: Goethe-Medaille für Kunst und Wissenschaft durch Adolf Hitler[2]
- 1944: Ehrenring der Stadt Wien
- Nach Hugo Thimig ist seit 1948 im 18. Gemeindebezirk Wiens die Thimiggasse benannt.